# Live to Tell
„Live to Tell“ je popová balada americké zpěvačky a skladatelky Madonny. Původně ji zkomponoval Patrick Leonard pro soundtrack k filmu Oheň s ohněm. Píseň představil Madonně, která se ji rozhodla použít pro kriminální drama Na dosah, v němž hlavní postavu ztvárnil její tehdejší manžel Sean Penn. Producenty singlu se stali Leonard s Madonnou, na jejímž třetím studiovém albu True Blue, vydaném v polovině roku 1986, se objevil. V remixové úpravě byl uvolněn nejdříve v roce 1990 na kompilační desce The Immaculate Collection, následně opět v původním znění na kompilaci romantických balad Something to Remember z roku 1990, a konečně také na třetím kompilačním výběru nazvaném Celebration v září 2009.
Na instrumentaci skladby se podílejí kytary, klávesy, bicí nástroje a syntezátor. Text se zabývá tématy klamání, nedůvěry a dětských úskalí. Jeho autorka Madonna v rozhovoru uvedla, že pojednává také o potřebě být silný, když při psaní myslela na svůj vztah k rodičům. Videoklip režírovaný Jamesem Foleym představuje zpěvačku poprvé v nové image – s uhlazenějším vzhledem, vlnitými blond loknami spadajícími na ramena, v konzervativním oděvu a s decentním make-upem. Barevné tónování blond odstínu bylo inspirováno Marilyn Monroe.
Píseň byla vydána ve formě debutového singlu třetího alba v březnu 1986 a zaznamenala komerční úspěch. Stala se třetím Madonniným „číslem jedna“ v hitparádě Billboard Hot 100 a jako první její šlágr také vystoupala na vrchol žebříčku Adult Contemporary. Recenze hudebních kritiků byly všeobecně kladné, když skladbu často charakterizovaly jako nejlepší baladu její kariéry. Kontroverzním se stalo provedení během turné Confessions Tour v roce 2006, při němž měla Madonna na hlavě trnovou korunu zatímco zpívala na velkém stoupajícím kříži ze skla. Duchovní vůdcové vystoupení na římském Olympijském stadionu odsoudili jako akt nepřátelství k římskokatolické církvi.

## Pozadí vzniku
Po skončení Madonnina koncertního turné nazvaného The Virgin Tour v červnu 1985, zpěvačka požádala producenty Patricka Leonarda a Stephena Braye, zdali by s ní nesložili několik skladeb na plánované třetí studiové album True Blue (1986). Píseň „Live to Tell“ byla původně vytvořena Leonardem na soundtrack romantického filmu Oheň s ohněm společnosti Paramount Pictures. Leonard k procesu zrodu díla uvedl: „Moji manažeři zastupovali také hocha, který ten film režíroval; jednalo se o jeho debut. Část snímku jsem viděl a měl k dispozici scénář. Tak jsem složil ústřední motiv a řekl: 'Co kdybych oslovil Madonnu, aby k tomu napsala slova?'“.

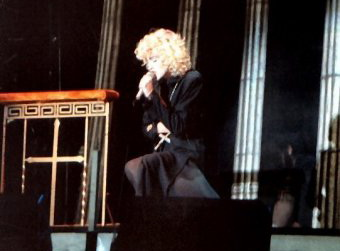
Madonna zpívá u klekátka směs skladeb „Live to Tell“ a „Oh Father“ během turné Blond Ambition World Tour v roce 1990

Studio Paramount však titulní skladbu odmítlo, když se domnívalo, že Leonard není schopen zkomponovat hudbu k celému filmu. Zamítavá reakce přišla poté, co již skladbu představil Madonně. Ta se ji rozhodla použít pro nové kriminální drama Na dosah, kde hlavní roli získal její tehdejší manžel Sean Penn. K hudbě okamžitě dopsala text a demoverze byla nahrána na magnetofonovou kazetu. Píseň následně prezentovala režiséru Jamesi Foleymu, jenž se po jejím poslechu rozhodl Leonarda angažovat jako skladatele pro celou filmovou hudbu, a to z podnětu zpěvačky.
Ve chvíli, kdy Sean Penn zavolal Leonarda z Foleyho domova, pracoval skladatel na přepisu notového zápisu k albu Bad od Michaela Jacksona. Penn mu oznámil, že podle Madonnina návrhu by měl vytvořit hudbu ke snímku Na dosah, a také se dotázal, koho původně zvažoval jako zpěváka titulní písně. Ačkoli Leonard při psaní hudby nejdříve zamýšlel obsadit mužský hlas, následně se rozhodl pro interpretaci Madonny. Později k jejímu projevu uvedl: „Bylo to tak nevinné a bázlivé. Jakoby prosté, tak syrové jak to jen může být, což je také část, která tomu všemu dala šarm.“

## Kompozice
„Live to Tell“ je popová balada instrumentálně doprovázená klávesami, syntezátorem, funkovou kytarou a směsí umělých a skutečných zvuků bicích nástrojů. Podle partitury notového zápisu zveřejněného na Musicnotes.com nakladatelstvím Alfred Publishing, je skladba zapsána v klíči F dur ve středním tempu se 112 údery za minutu. Píseň začíná instrumentálním úvodem syntezátoru za použití basového pedálu na d moll.
Hlasové rozpětí Madonny dosahuje šířky dvou oktáv od G3 do G5. Během zahájení zpěvu první sloky, přechází basový pedál do C dur, následně se během refrénu vrací na F a v průběhu jeho zakončení se mění v d moll. Tato posloupnost se opakuje v průběhu druhé sloky a refrénu, který je náhle přerušen utichnutím hlasu s podkladem slabého zvuku syntezátoru, hrajícího v d moll. Zpěvačka pokračuje slovy: „If I ran away, I'd never have the strength… ,“ v kontrastu k předchozí části, mezí tóny kláves D a F, a zakončuje návratem k refrénu, jenž se opakuje do vymizení (fade-out).
Text skladby vykresluje spletitost klamání a nedůvěry. Naznačuje také šrámy dětské duše a obsahuje mimořádný emocionální náboj. Podle knihy The Heart of Rock & Soul z pera hudebního kritika Davea Marshe představuje archetypální vzor pro skladby typu „Live to Tell“ píseň kapely The Platters nazvaná „The Great Pretender“. V rozhovoru o psaní textu Madonna uvedla: „Přemítala jsem nad mým vztahem k rodičům a pokračujícím lhaním. Ta píseň je o tom být silný, a tázání se, jestli dokážete být tak silní, že nakonec přežijete“.

## Recenze kritiků
Skladba byla hudebními recenzenty všeobecně dobře přijata.

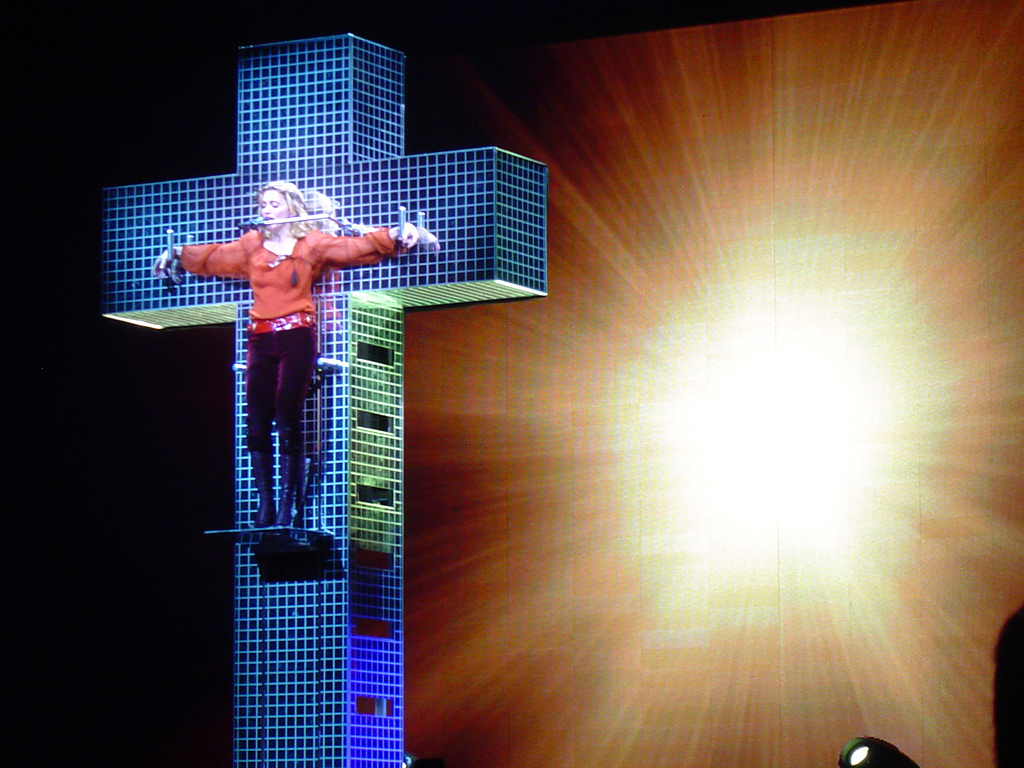
Madonna zavěšena na skleněném kříži, Confessions Tour 2006

V hodnocení alba True Blue ji Stephen Thomas Erlewine z Allmusic nazval „báječnou baladou, která přepisuje pravidla současného crossoveru adult contemporary“. Jim Farber píšící pro Entertainment Weekly píseň označil za „její nejlepší baladu k danému datu“. Žurnalista David Browne ze stejného časopisu v recenzi kompilačního alba The Immaculate Collection hit definoval jako „jeden z malá jejích úspěšných zásahů být tvůrkyní balad“. Alfred Soto z periodika Stylus Magazine napsal, že „poskládání slov textu zůstává od ní tím nejlepším“, a její zpěv „kypí rozmanitostí životních útrap, jež nikdy neodmítala sdílet“.
Sal Cinquemani ve Slant Magazine o písni pronesl, že „přepsala pravidla toho, jaký byl dosud očekávaný zvuk popové skladby“. Edna Gundersenová z deníku USA Today pak konstatovala, že se jedná o „náladovou srdcervoucí píseň, snad její nejlepší vůbec“.
Adam Sexton, autor knihy Desperately Seeking Madonna: In Search of the Meaning of the World's Most Famous Woman, považoval „Live to Tell“ za provokativního souputníka druhého singlu alba „Papa Don't Preach“, a dodal: „Madonna vhodně odměřila utlumenost navzdory nutkání si postěžovat.“ Sexton také ocenil produkci a sdělil: „Samotná hudba vsugerovává hrozící zkázu, což je fakt, který ji činí více vtíravou.“ Allen Metz a Carol Bensonová, kteří napsali knihu The Madonna Companion: Two Decades of Commentary, uvedli že skladba rozšířila hudební obzory interpretky a stala se působivou výpovědí, jíž Madonna zazpívala s dojemným přesvědčením. J. Randy Taraborrelli, který publikoval životopis Madonna: An Intimate Biography, byl s písní spokojen, když v ní viděl nosný prvek jejího růstu. Erica Wexlerová z časopisu Spin ji pak charakterizovala jako „temnou a náladovou, s těžko pochopitelným a vzrušujícím tajemstvím. V tomto rozbředlém příběhu ztracené nevinnosti, Madonna zvěstuje značně teatrálně vytracený fatalismus. Její křehký hlas touží po útěše a zahojení, když zpívá: 'Will it grow cold? The secret that I hide, Will I grow old?“ (Zchladne to? To tajemství co skrývám, a zestárnu?) Magazín Rolling Stone označil hit za „tak pronikavý jako melancholický“, a konstatoval že se jedná „pravděpodobně o nejkrásnější a nejvýraznější baladu [Madonny].“

## Postavení v hitparádách

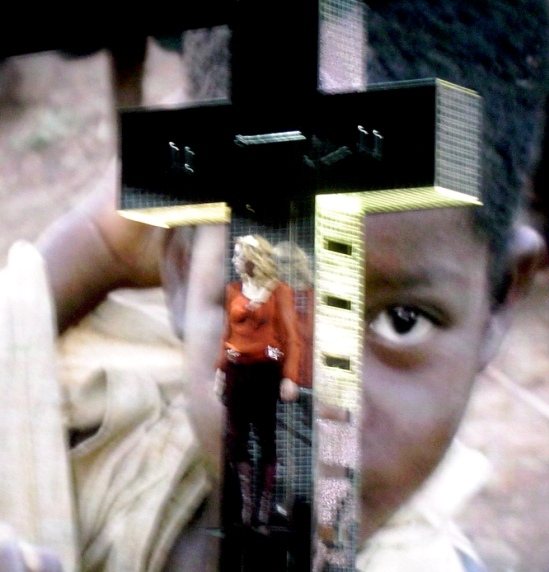
Na zadní obrazovce se v průběhu „Live to Tell“ zobrazovaly fotografie tváří afrických dětí, Confessions Tour 2006

Ve Spojených státech byl singl „Live to Tell“ vydán v 26. března 1986. Do hitparády Billboard Hot 100 vstoupil na 49. pozici a vrcholu dosáhl po osmi dalších týdnech, kdy mu patřilo 1. místo. Stal se tak třetím singlem Madonny, jenž kraloval americkým žebříčkům a po „Crazy for You“ jejím druhým, jenž zazněl na filmovém plátnu. V rámci crossoverové profilace hudebních hodnocení zaznamenal úspěch, když na tři týdny opanoval také čelo hitparády Adult Contemporary a na Hot Dance Singles Sales mu nejvýše patřila třetí příčka. V Kanadě skladba debutovala během dubna 1986 na 79. pozici singlového žebříčku časopisu RPM. Prvního místa dosáhla o dva týdny poté v květnovém vydání. V této soutěži strávila celkem 23 týdnů a v konečném celoročním umístění 1986 jí na RPM patřila druhá příčka.
Ve Spojeném království byl singl vydán 21. dubna 1986. Již následující týden se při svém debutovém hodnocení v UK Singles Chart propracoval do elitní desítky, nejvýše pak figuroval na druhé pozici a celkově v soutěži pobyl 13 týdnů. První místo mu nedovolil obsadit rakouský hudebník Falco, jehož hit „Rock Me Amadeus“ hitparádě kraloval. Skladba Live to Tell získala v květnu 1986 stříbrnou certifikaci od British Phonographic Industry za prodej 200 000 nahrávek na britském území. Podle oficiálních statistik – Official Charts Company, se jej ve Velké Británii úhrnem prodalo na 280 000 kopií.
V kontinentální Evropě se singl probojoval do čela žebříčku Eurochart Hot 100, kde strávil dva týdny, a vévodil také italské singlové hitparádě. Příčky v první desítce obsadil v Belgii, Francii, Irsku, Nizozemsku, Norsku a Švýcarsku. Další stříbrnou certifikaci za 250 000 prodaných nosičů obdržel od francouzského syndikátu fonografického průmyslu Syndicat National de l'Édition Phonographique.

## Videoklip
V prosinci 1985 se Madonna objevila ve filmu Šanghajské překvapení jako misionářka Gloria Tatlocková, v němž měl její účes světlejší tónování. Inspirací se stal styl amerického sexuálního symbolu Marilyn Monroe. Tento vzhled si pak ponechala i pro videoklip skladby „Live to Tell“. Použitý make-up v ní byl světlý a subtilní. Zvlněné lokny blond vlasů spadaly zpěvačce na úroveň ramen. Šaty sestávaly z jednoduchého květinového vzoru a byly inspirovány třicátými léty 20. století. V rozhovoru s hudebním kritikem Stephenem Holdenem z deníku The New York Times, zhodnotila svůj nový vzhled slovy:
„Poté, co jsem se přesytila nošení tun klenotů — chtěla jsem se od toho oprostit. Na svůj nový vzhled nahlížím jako na velmi nevinný, ženský a bez přikrášlování. Cítím se tak dobře. Během dospívání jsem obdivovala typ krásné atraktivní ženy — od Brigitte Bardotové až po Grace Kellyovou —, jejíž vzezření se později už příliš nevidělo. Myslím, že nastal čas, aby se tento druh půvabu vrátil. V pop music mají lidé zpravidla jednu image, která je zaškatulkuje. Jsem hodně šťastná, že jsem schopna změny a stále přitom přijímána. Když o tom budete přemýšlet, tak je to přesně ta věc, která se odehrává ve filmech; hraní role, proměny charakterů, vzhledů a postojů. Myslím, že to dělám proto, abych sama sebe pobavila.“

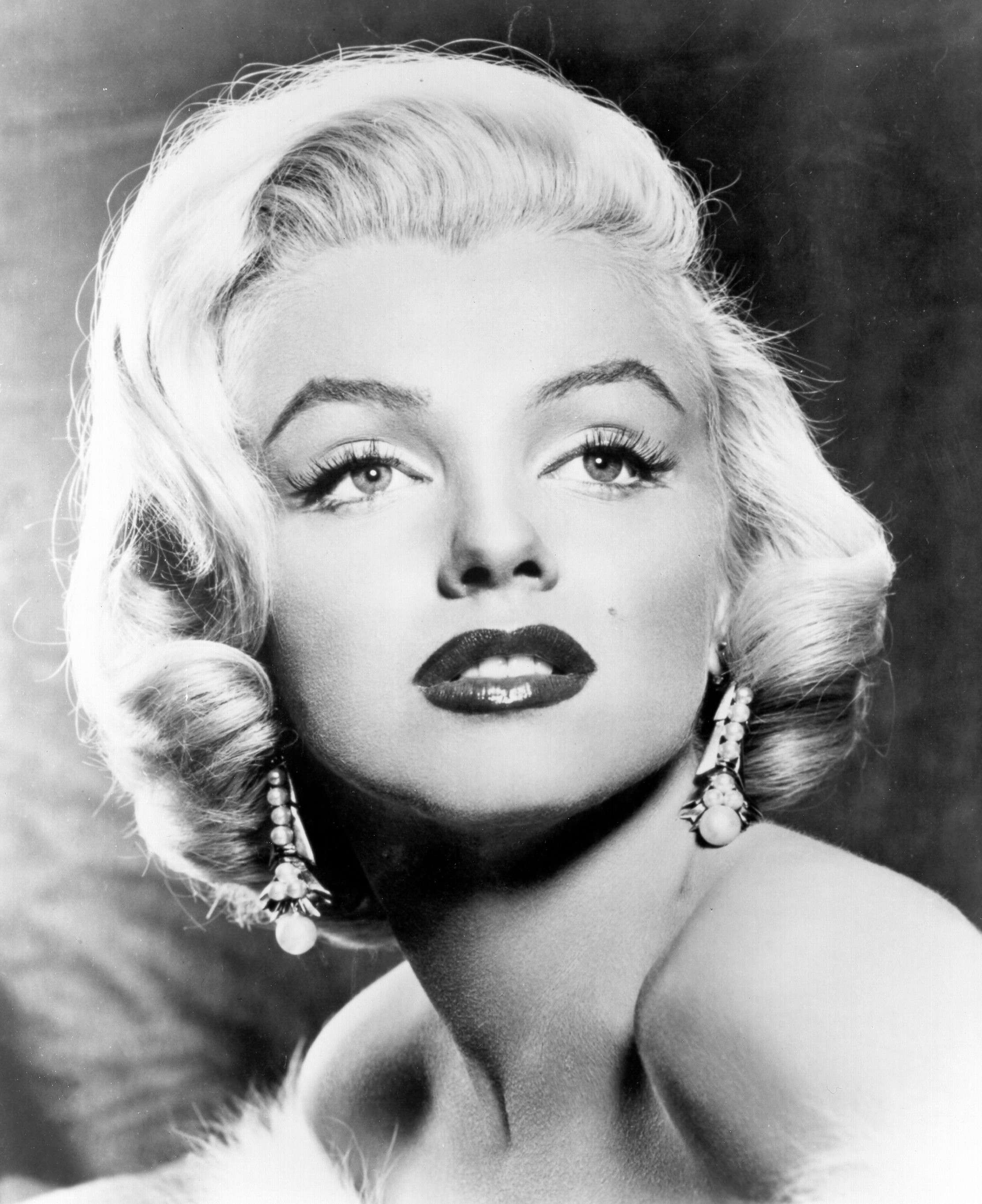
Vzhled Madonny ve videoklipu byl inspirován Marilyn Monroe (na obrázku)

Foley režíroval jak drama Na dosah tak i videoklip. David Naylor se Sharon Oreckovou měli na starost produkci. Video sloužilo pro reklamní veřejnou propagaci snímku, když obsahovalo krátké ukázky scén s naznačeným střetem pocitů mladíka v podání Seana Penna.
Lokace děje filmu byly v klipu odděleny od záběrů zpívající Madonny, která se nacházela v potemnělém studiu. Na rozdíl od předchozích videí, zpěvačka ztvárnila úlohu vypravěčky, která písní připojovala komentáře k příběhu, když se zjevovala v záběrech nesouvisejících s probíhajícím dějem. Objevovala se, aby se přimlouvala za postavu, a přímo vyjevovala její problémy, jak to činil antický chór v klasických tragédiích.

## Živá vystoupení
Madonna poprvé skladbu uvedla na benefičním koncertu odehrávajícím se v newyorské hale Madison Square Garden, jenž měl za cíl získat finanční prostředky na lékařský výzkum nemoci AIDS. Píseň věnovala svému kamarádovi, umělci Michaelu Burgoynemu.

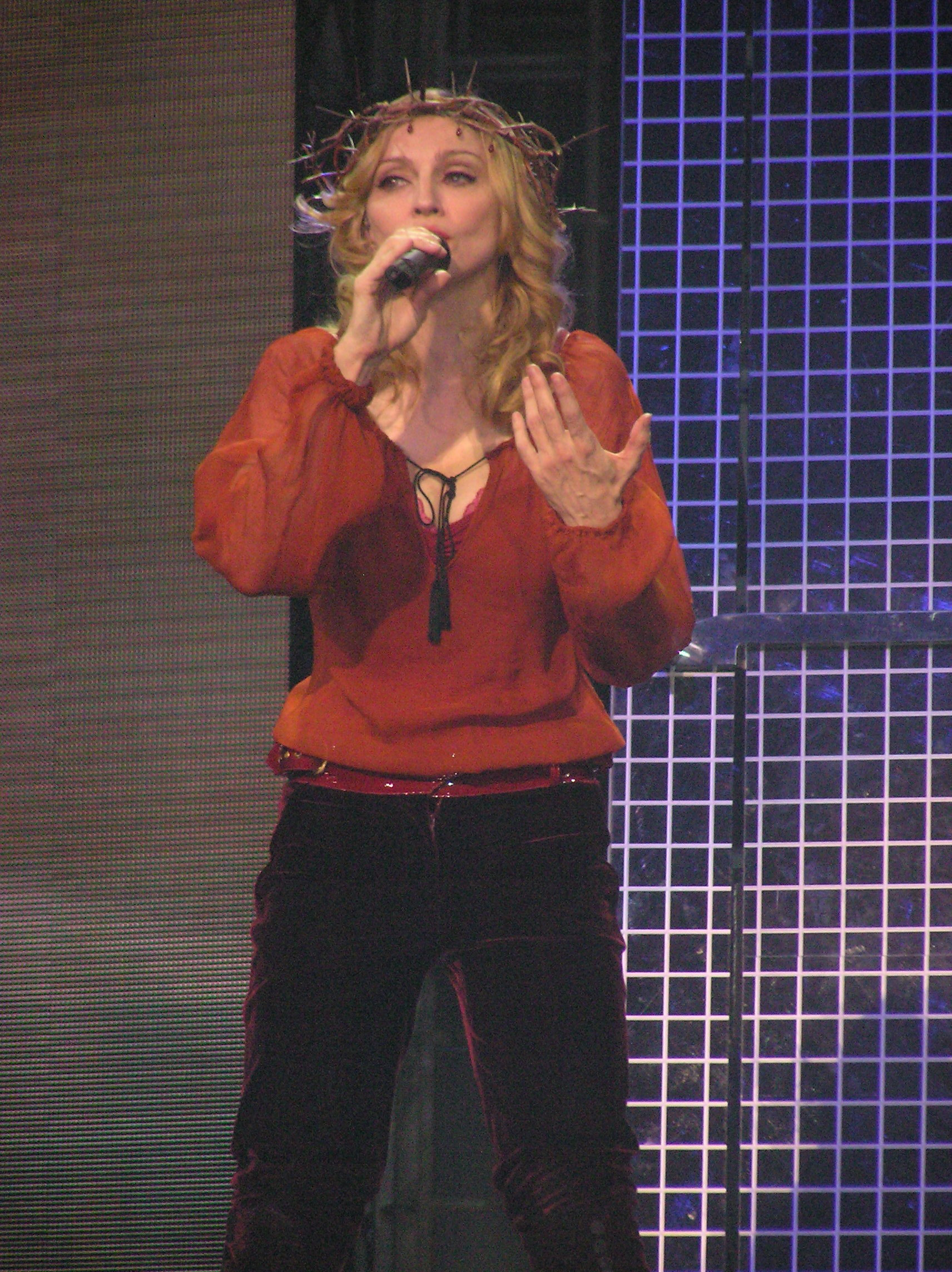
Po sestoupení z kříže Madonna pokračovala ve zpěvu s trnovou korunou, Confessions Tour 2006

Celkově píseň zařadila do programu třech světových turné. Poprvé se tak stalo v roce 1987 během koncertní šňůry Who's That Girl World Tour, kdy part odzpívala staticky stojící a klečící ve světle bodového reflektoru. S účesem stále ve stylu Marylin Monroe měla černý korzet s ramínky a zlatým lemováním, navržený Marlene Stewartovou. Na košíčkách byly třásně zasazené do zlatého kování. Filmotéka obsahuje dvě různá vystoupení turné. Prvním se stalo koncertní představení z 22. června 1987 nazvané Who's That Girl – Live in Japan, jež bylo nasnímáno v Tokiu. Druhým je pak turínský záznam pod jménem Ciao, Italia! – Live from Italy ze 4. září 1987.
O tři roky později hit „Live to Tell“ představila během Blond Ambition World Tour. Při vystoupení navodila představu katolických obrazů. Oděna do černého kaftanu s neonovým krucifixem zpívala na zpovědním klekátku v kulisách římských sloupů a velkých votivních svící. Pro videotéku byly zachyceny opět dva záznamy. Prvním se stal jokohamský koncert z 27. dubna 1990 nazvaný Blond Ambition – Japan Tour 90 a druhé vystoupení, pojmenované Live! – Blond Ambition World Tour 90, vzniklo 5. srpna 1990 v jihofrancouzském Nice.
Provedení písně během turné Confessions Tour, v roce 2006, vyvolalo kontroverzi. Kostým tvořila červená blůza, sametové kalhoty a na hlavě posazená trnová koruna. S rozpaženýma rukama byla zavěšena do velkého skleněného kříže, který se zdvihal z horizontální do vertikální polohy. Během vystoupení na zadní velké obrazovce přirůstalo číslo až k hranici 12 000 000, doprovázené fotografiemi afrických dětí. Číslo znázorňovalo přibližný počet osiřelých dětí v důsledku pandemie HIV/AIDS v Africe.

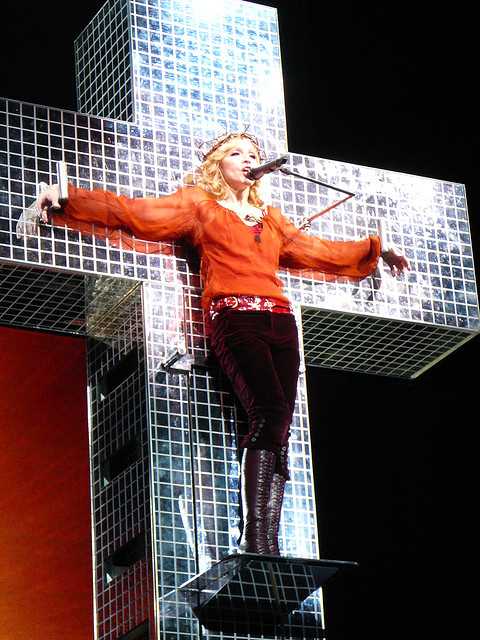
Při interpretaci písně na kříži během newyorského koncertu Confessions Tour 2006

Düsseldorfský státní zástupce Madonně pohrozil žalobou za rouhání se. Ruská pravoslavná církev a Federace židovských komunit v Rusku charakterizovaly vystoupení jako amorální a naléhaly na své členy, aby bojkotovali nadcházející koncert v Moskvě.
Vystoupení na římském Olympijském stadionu, ležícím v těsné blízkosti Vatikánu, bylo duchovními vůdci odsouzeno jako akt nepřátelství k římskokatolické církvi. Italský kardinál Ersilio Tonini jej nazval „rouhačským protestem vůči víře“ a dodal, že se jednalo o „znesvěcení kříže“. Vyzval také k exkomunikaci Madonny. Duchovní Manfredo Leone koncert charakterizoval zkratkou „neuctivý, nevkusný a provokativní“. Vystoupení zkritizovali i muslimští a židovští lídři. Prezident italské muslimské ligy Mario Scialoja uvedl: „Myslím, že její nápad představuje nejhorší vkus, udělala by lépe, kdyby se vrátila domů.“ Mluvčí židovské komunity v Římě Riccardo Pacifici prohlásil: „Je to nezdvořilý čin, a navíc o to horší, že se uskutečňuje v Římě.“
V České republice proběhly dva pražské koncerty Confessions Tour 6. a 7. září 2006, které doprovázely nesouhlasná stanoviska českých duchovních v čele s kardinálem Miloslavem Vlkem, jenž vystoupení označil „za nepřijatelnou urážku náboženského cítění a věřících.“ Také dodal, že zpěvačka „zesměšňuje křesťanskou víru a zneužívá křesťanský symbol kříže.“ Obě vystoupení v Sazka Areně zlomila stávající rekord návštěvnosti, když premiérové vidělo 17 798 diváků a druhé 18 628 návštěvníků, včetně Václava Havla. První televizní stanicí, která nabídla záznam turné, se stala americká NBC. Scéna „ukřižování“ však byla z přenosu vystřižena pro obavy negativních reakcí křesťanů a možných problémů se zadavateli reklamy.
Ke kontroverzi Madonna vydala oficiální prohlášení skrze hudební vydavatelství Warner Music, jehož součástí byl text:
„Prosím, neodsuzujte mě bez toho, že byste mou show viděli. Okolo mého účinkování na kříži se objevila spousta mylných interpretací … Nešlo o zesměšnění církve. Ze srdce věřím, že kdyby byl Ježíš nyní živ, udělal by to stejně … Mým záměrem je upozornit na milióny afrických dětí, které dennodenně umírají nebo přežívají bez péče, bez léků a bez naděje. Žádala jsem diváky, aby otevřeli svá srdce a mysli a podle svých možností přispěli k nápravě.“

## Coververze a užití v médiích
Skladba „Live to Tell“ byla opakovaně nazpívána dalšími umělci.

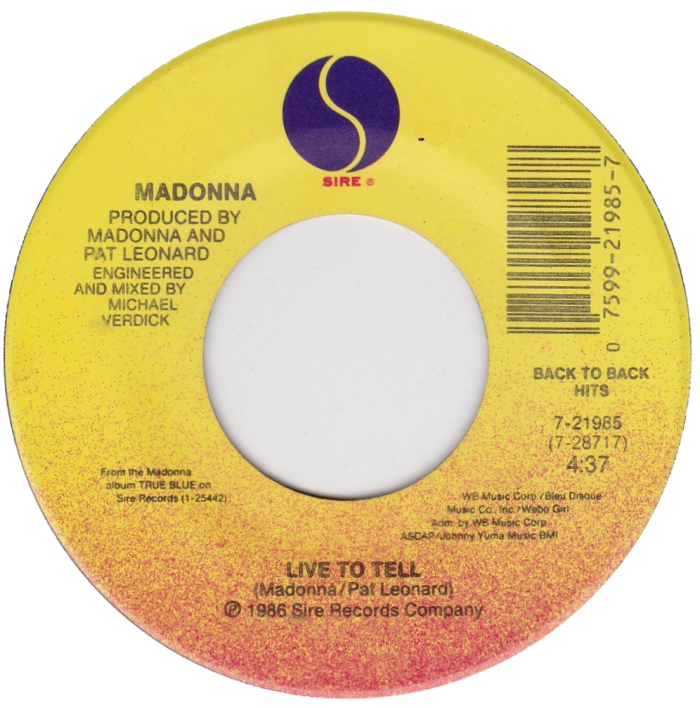
Vinylový sedmipalcový singl „Live to Tell“ pro americký trh, 1986

V roce 1992 vytvořil coververzi americký kytarista Bill Frisell a zařadil ji na čtvrté album Have a Little Faith. Skrze umělecké jméno Blonde Ambition byl v únoru 1998 vydán taneční singl, který nabídl šest různých zremixovaných hi-NRG verzí. Italská zpěvačka Lucrezia představila taneční verzi v rychlejším tempu, jež byla zremixována Davidem Moralesem. Píseň vystoupala na druhou pozici žebříčku Billboard Hot Dance Club Play, na níž se udržela dva týdny. Skladba byla zařazena také na album Logic Pride, Vol. 4, vydané roku 2001. Kanadská jazzová interpretka Carol Welsmanová nazpívala v roce 2007 další coververzi na eponymní desku Carol Welsman.
Novovlnná kapela Berlin nahrála skladbu ve vlastním provedení na albu Virgin Voices: A Tribute to Madonna, Vol. 1, uvolněném roku 1999. Zpěvačka skupiny Terri Nunn v rozhovoru pro CNN uvedla, že vzdání holdu Madonně bylo zapotřebí, protože „ovlivnila spoustu lidí“. Mezi další coververze se postupně zařadila nahrávka Semi Mooreové na tributovém albu The Material Girl: A Tribute to Madonna, vydaném roku 2000, instrumentální provedení z roku 2002 na desce The String Quartet Tribute to Madonna, folková úprava od kalifornského bandu Winter Flowers pro desku folkařů na počest Madonny, vydanou roku 2007, s titulem Through the Wilderness, a konečně hi-NRG verze Melissy Tottenové na její desce Forever Madonna, uvolněné v roce 2008.
V americkém televizním seriálu Odložené případy, tematicky zaměřeném na policejní vyšetřování, se píseň objevila v závěru čtvrtého dílu úvodní řady „Pobožní lidé“.

## Formáty a seznam skladeb
| USA / Kanada / Německo / Spojené království – 7" singl | USA / Kanada / Německo / Spojené království – 7" singl | USA / Kanada / Německo / Spojené království – 7" singl | USA / Kanada / Německo / Spojené království – 7" singl | USA / Kanada / Německo / Spojené království – 7" singl |
| Pořadí                                                 | Název                                                  | Autor                                                  | verze                                                  | Délka                                                  |
| ------------------------------------------------------ | ------------------------------------------------------ | ------------------------------------------------------ | ------------------------------------------------------ | ------------------------------------------------------ |
| 1.                                                     | Live to Tell                                           | Patrick Leonard / Madonna                              | (single edit)                                          | 4:37                                                   |
| 2.                                                     | Live to Tell                                           | Patrick Leonard / Madonna                              | (instrumentální)                                       | 5:49                                                   |

| USA / Kanada / Německo / Spojené království – 12" maxi-singl | USA / Kanada / Německo / Spojené království – 12" maxi-singl | USA / Kanada / Německo / Spojené království – 12" maxi-singl | USA / Kanada / Německo / Spojené království – 12" maxi-singl | USA / Kanada / Německo / Spojené království – 12" maxi-singl |
| Pořadí                                                       | Název                                                        | Autor                                                        | verze                                                        | Délka                                                        |
| ------------------------------------------------------------ | ------------------------------------------------------------ | ------------------------------------------------------------ | ------------------------------------------------------------ | ------------------------------------------------------------ |
| 1.                                                           | Live to Tell                                                 | Patrick Leonard / Madonna                                    | (LP)                                                         | 5:49                                                         |
| 2.                                                           | Live to Tell                                                 | Patrick Leonard / Madonna                                    | (single edit)                                                | 4:37                                                         |
| 3.                                                           | Live to Tell                                                 | Patrick Leonard / Madonna                                    | (instrumentální)                                             | 5:49                                                         |

| Německo / Spojené království – CD maxi-singl (1995) | Německo / Spojené království – CD maxi-singl (1995) | Německo / Spojené království – CD maxi-singl (1995) | Německo / Spojené království – CD maxi-singl (1995) | Německo / Spojené království – CD maxi-singl (1995) |
| Pořadí                                              | Název                                               | Autor                                               | verze                                               | Délka                                               |
| --------------------------------------------------- | --------------------------------------------------- | --------------------------------------------------- | --------------------------------------------------- | --------------------------------------------------- |
| 1.                                                  | Live to Tell                                        | Patrick Leonard / Madonna                           | (LP)                                                | 5:49                                                |
| 2.                                                  | Live to Tell                                        | Patrick Leonard / Madonna                           | (single edit)                                       | 4:37                                                |
| 3.                                                  | Live to Tell                                        | Patrick Leonard / Madonna                           | (instrumentální)                                    | 5:49                                                |

## Obsazení
- Madonna – text, producentka, zpěv[78]
- Bruce Gaitsch – kytary[78]
- Patrick Leonard – programování bicích, klávesy, text, producent[78]
- Johnathan Moffett – bicí nástroje[78]
- Michael Verdick – zvuková mixáž, inženýr[78]

## Hitparády a certifikace
| Hitparáda (1986)                 | vrchol | zdroj  |
| -------------------------------- | ------ | ------ |
| Australská Kent Music Report     | 7.     | [ 79 ] |
| Belgická VRT Top 30              | 4.     | [ 35 ] |
| Britská singlová hitparáda       | 2.     | [ 30 ] |
| Dánská Top 40                    | 3.     | [ 38 ] |
| Eurochart Hot 100                | 1.     | [ 80 ] |
| Francouzská singlová hitparáda   | 6.     | [ 36 ] |
| Irská singlová hitparáda         | 2.     | [ 37 ] |
| Italská singlová hitparáda       | 1.     | [ 34 ] |
| Kanadská RPM singlová hitparáda  | 1.     | [ 27 ] |
| Německá singlová hitparáda       | 12.    | [ 81 ] |
| Norská singlová hitparáda        | 2.     | [ 82 ] |
| Novozélandská singlová hitparáda | 6.     | [ 83 ] |
| Švédská singlová hitparáda       | 11.    | [ 84 ] |
| Švýcarská singlová hitparáda     | 4.     | [ 85 ] |
| US Billboard Hot 100             | 1.     | [ 21 ] |
| US Hot Adult Contemporary        | 1.     | [ 24 ] |

| Hitparáda (1986)                      | pozice | zdroj  |
| ------------------------------------- | ------ | ------ |
| Italská singlová hitparáda            | 5.     | [ 86 ] |
| Kanadská RPM singlová hitparáda       | 2.     | [ 29 ] |
| Nizozemská singlová hitparáda Top 100 | 22.    | [ 87 ] |
| Švýcarská singlová hitparáda          | 11.    | [ 88 ] |
| US Billboard Hot 100                  | 35.    | [ 89 ] |
| US Hot Adult Contemporary Tracks      | 12.    | [ 90 ] |

| Stát               | certifikace    | zdroj  |
| ------------------ | -------------- | ------ |
| Francie            | stříbrná deska | [ 39 ] |
| Spojené království | stříbrná deska | [ 32 ] |